# ضيعة كلاندبوي

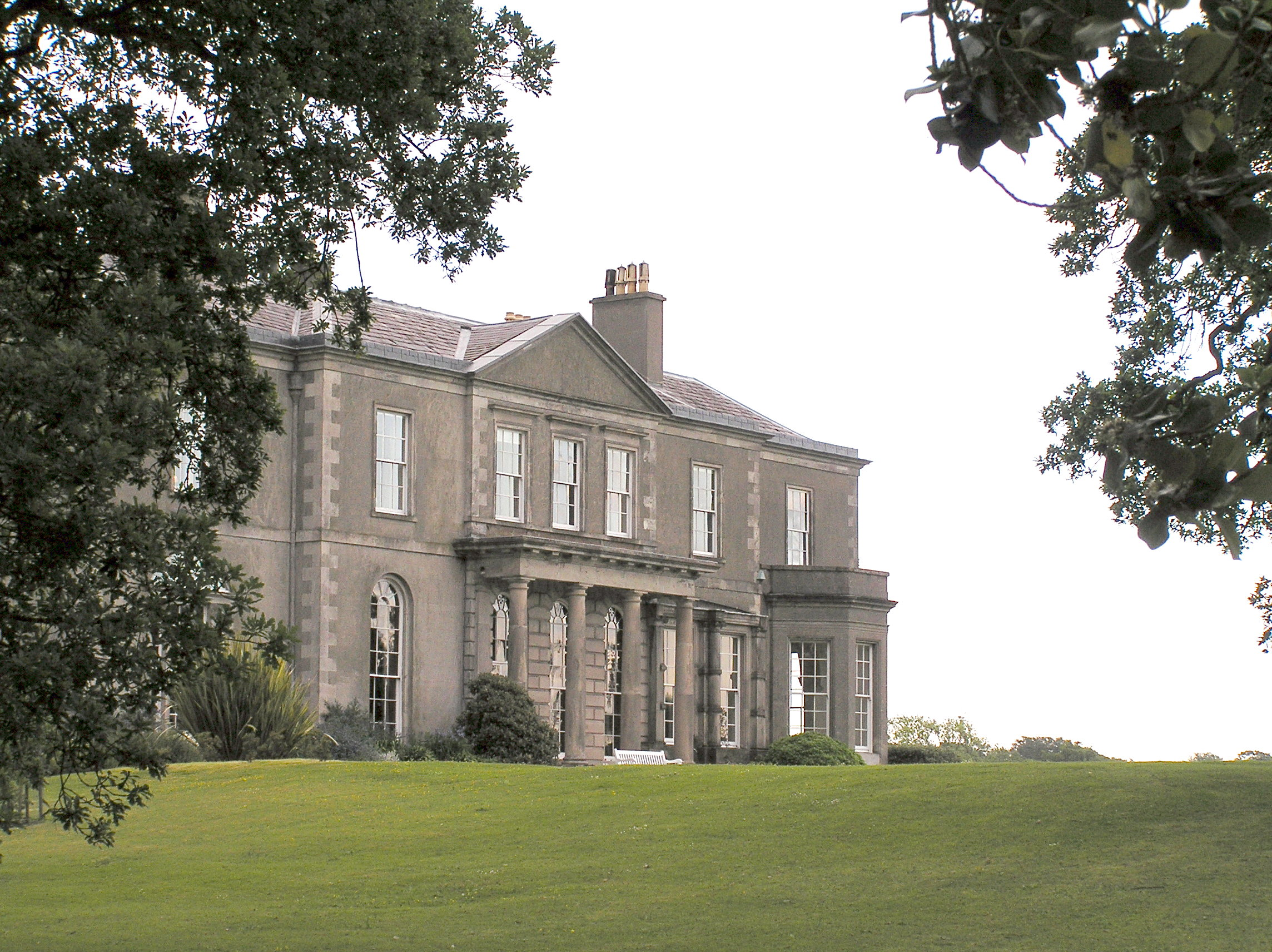

ضيعة كلاندبويْ هي ضيعة ريفية تقع في بانغور في مقاطعة داون في أيرلندا الشمالية، على بعد 12 ميلا من بلفاست. تبلغ مساحتها 8.1 كم مربع، وتحتوي على غابات وحدائق مسورة ومروج وبحيرات، و250 هكتارا من الأرض الزراعية.
‌